# وو دي
وو دي (بالصينية: 吴迪) (27 أكتوبر 1993 بداندونغ في الصين - ) هي لاعبة كرة سلة صينية في مركز مدافع مسدد الهدف، شاركت في الألعاب الأولمبية الصيفية 2016.

## وصلات خارجية
- وو دي على موقع الاتحاد الدولي لكرة السلة (الإنجليزية)
- وو دي على موقع كرة السلة الأوروبية.كوم (الإنجليزية)
- وو دي على موقع سبورتس رفرنس (الإنجليزية)
- وو دي على موقع اللجنة الأولمبية الدولية (الإنجليزية)
- وو دي على موقع أوليمبيديا (الإنجليزية)
- وو دي على موقع اللجنة الأولمبية الصينية (الإنجليزية)